# Diakovce
Diakovce  è un comune della Slovacchia facente parte del distretto di Šaľa, nella regione di Nitra.
Ha dato i natali a Jusztinián Serédi, cardinale, primate d'Ungheria.